# Низам ад-Дин Шами
Низам ад-Дин Абд ал-Васи Шами (перс. نظام‌الدين عبدالواسع شامى‎; ум. 1431) — персидский хронист, автор «Зафар-наме» («Книга побед»), написанной на фарси хроники правления Тимура — самой ранней известной историей Тимура, единственной написанной при его жизни; составлена в 1404 году.

## Биография
Низам-ад-дин, происходил из пригорода г. Табриза, который назывался Шанба или Шама: от этого названия его имя получило свою нисбу. Когда Тимур вступил в Багдад в 1392/93 г., Низам был в числе жителей, вышедших приветствовать завоевателя и выразил готовность служить ему.
В 1401/02 Тимур приказал Низам-ад-дину написать простым языком, без стилистических красот — историю его правления, используя записи, составленные его личными секретарями. Низам-ад-дин написал историю, которая стала первоисточником для ряда последующих хроник Тимура: называемой так же книги Шараф ад-дина Язди и «Матла' ас-са’дейн» Абд ар-Раззака Самарканди. Йазди впервые упоминает Низам-ад-дина по случаю празднества в лагере Тимура у Ардебиля в 1404 году он описан как выдающийся писатель-стилист.

## Зафар-намэ
Книга Низам-ад-дина — первое сохранившееся полное описание всей деятельности Тимура. Она включает введение c кратким изложением истории монгольских государств до Тимура и подробную историю Тимура. «Зафар-наме» Шами заканчивается на событиях середины месяца рамазана 806 г.х. (= конец марта 1404). Основными источниками труда Низам-ад-дина были официальные описания отдельных походов Тимура, возможно, официальные документы и устные сообщения участников; исследователи отмечают присутствие собственных автобиографических сообщений самого Тимура. В своей работе Низам-ад-дин использовал некоторое общее описание походов Тимура, возможно тождественное сочинению Гияс-ад-дина Али, составившего между 1399 и 1403 гг. детальное изложение индийского похода Тимура с кратким обзором предшествовавших событий.
Продолжение истории правления Тимура, повествующее о событиях последнего года жизни Тимура до его смерти в 1405 году, было написано по указанию сына Тимура Шахруха в 1411/12 году выдающимся хронистом Хафиз-и-Абру и составляет отдельную часть его «Маджмуэ».
Полный текст сочинения опубликован на фарси в Праге — Histoire des conquêtes de Tamerlan intitulé Zafarnama par Nizamuddin Šami avec des addidions emprutéens au Zubdatu-t-Tevarih-i Baisunquri de Hafiz-I Abru. Edition critique par Felix Tauer. Tome I, Texte persan du Zafarnama. Praha, 1937. (Monographie Archivu orientalnih, v. V.)
В 1996 году в Узбекистане был опубликован перевод произведения Низам ад-дина Шами на узбекском языке. Перевод был подготовлен в начале 1970-х годов востоковедом Ю.Хакимджановым.